# Louis-Eugène Simonis
Louis-Eugène Simonis (Lieja, 11 de julio de 1810 - Koekelberg, 11 de julio de 1882) fue un escultor belga del siglo XIX. 

## Biografía
Tras estudiar con François-Joseph Dewandre en la escuela de diseño de Lieja, completó su formación en Italia, primero en Bolonia y luego en Roma, entre 1829 y 1836. Gracias a una beca de la fundación Lambert Darchis, estudió con Mathieu Kessels y el ilustre Carlo Finelli. Con esa formación regresó a Bélgica y fue nombrado profesor de escultura en Lieja. 

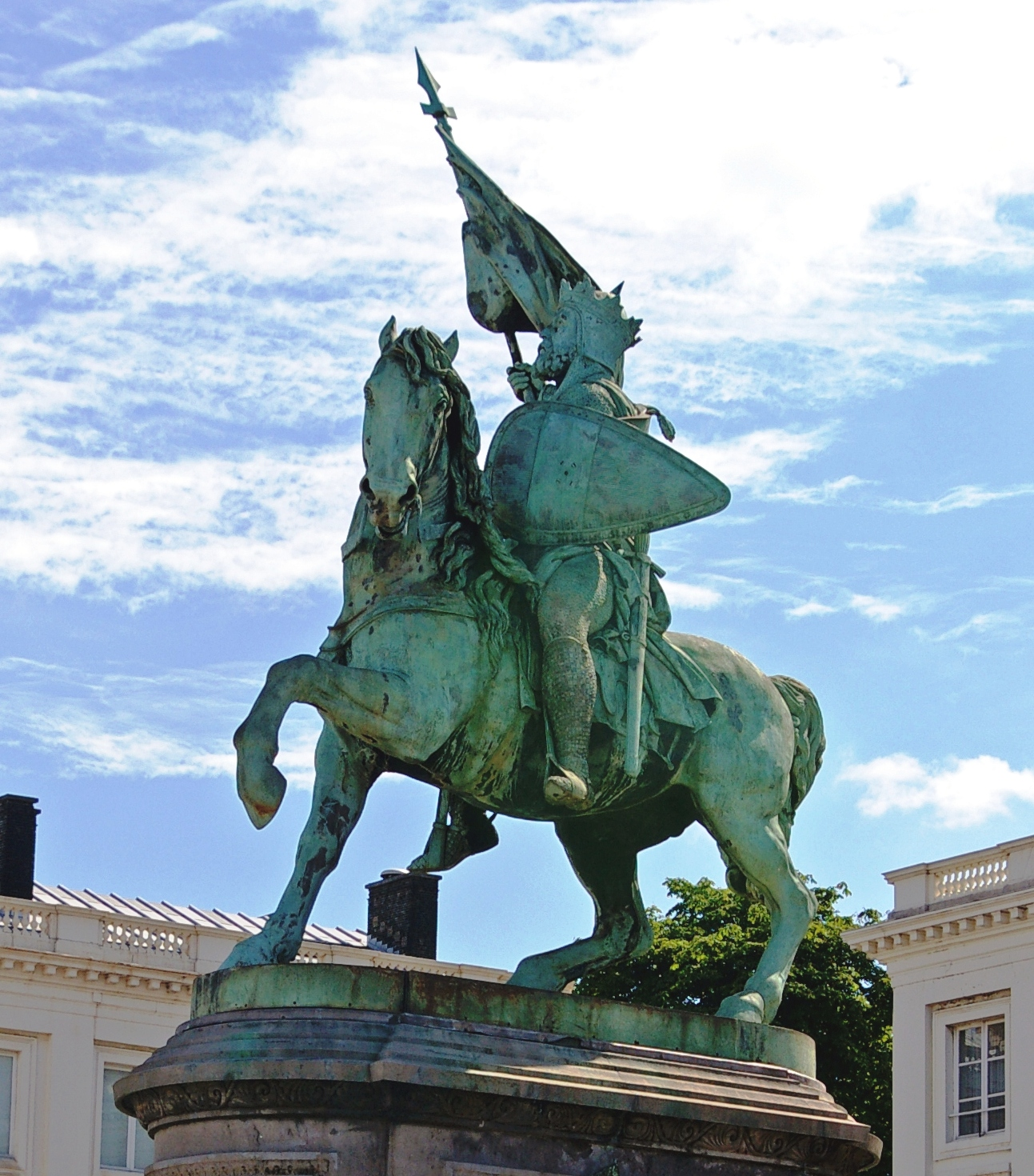
Estatua escuestre de Godofredo de Bouillón, por L.E. Simonis, Bruselas.

Más tarde se estableció en Bruselas, donde fue director de la Académie Royale des beaux-arts. Fue maestro de Julien Dillens y Charles Samuel.
Una de sus obras más conocidas es la Estatua ecuestre de Godofredo de Bouillón, en la Plaza Real de Bruselas. También intervino en la Columna del Congreso de la capital belga, para la que realizó unos leones en bronce y la figura alegórica de La Libertad de culto.